# Telescópio refractor

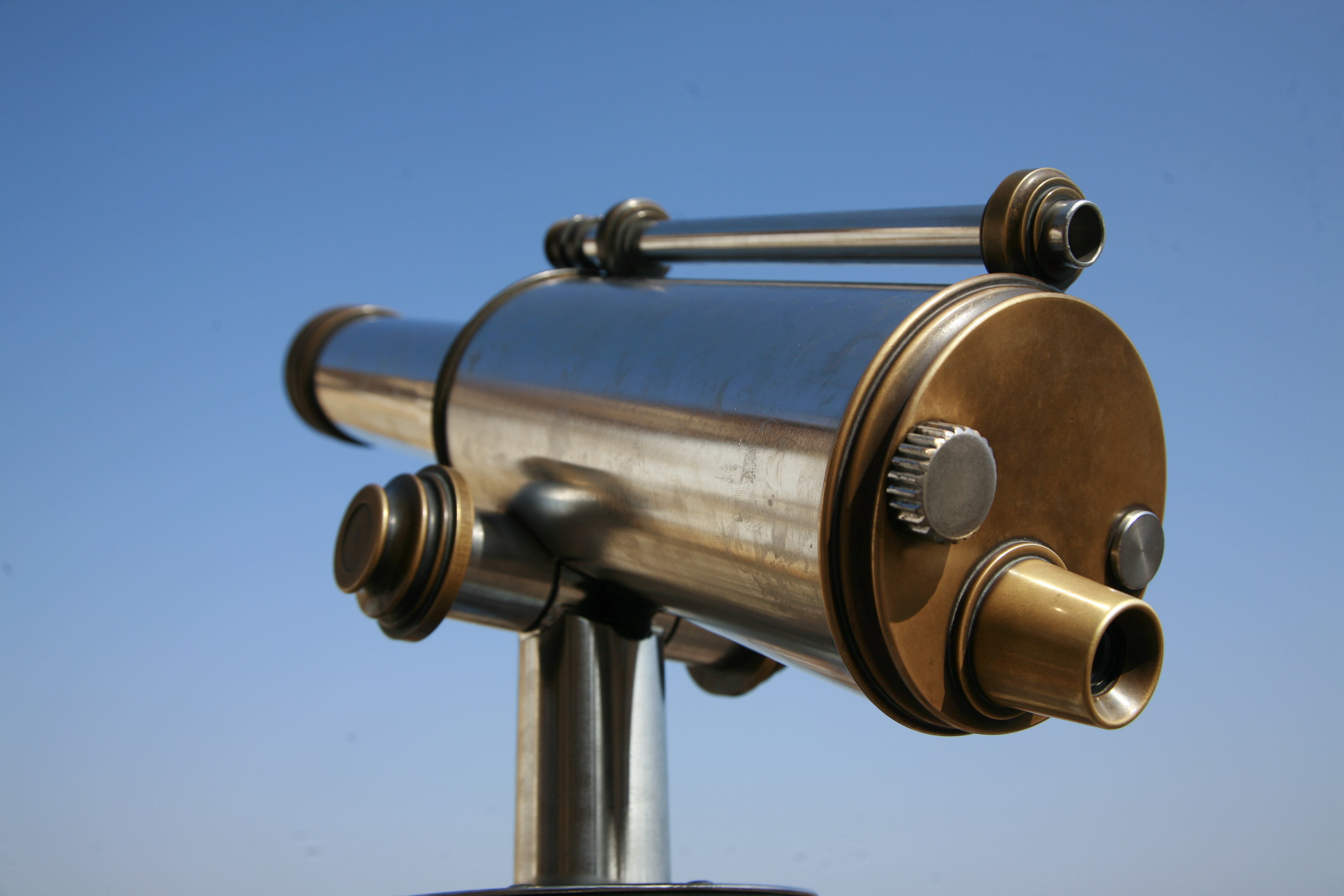
Um telescópio refrator

O telescópio refrator, também chamado de luneta ou luneta astronômica é um instrumento utilizado para observar objetos muito distantes. Em 1610, ele foi aprimorado pelas mãos do físico e astrônomo Galileu Galilei. Possui duas lentes do tipo convergente.

## Descrição

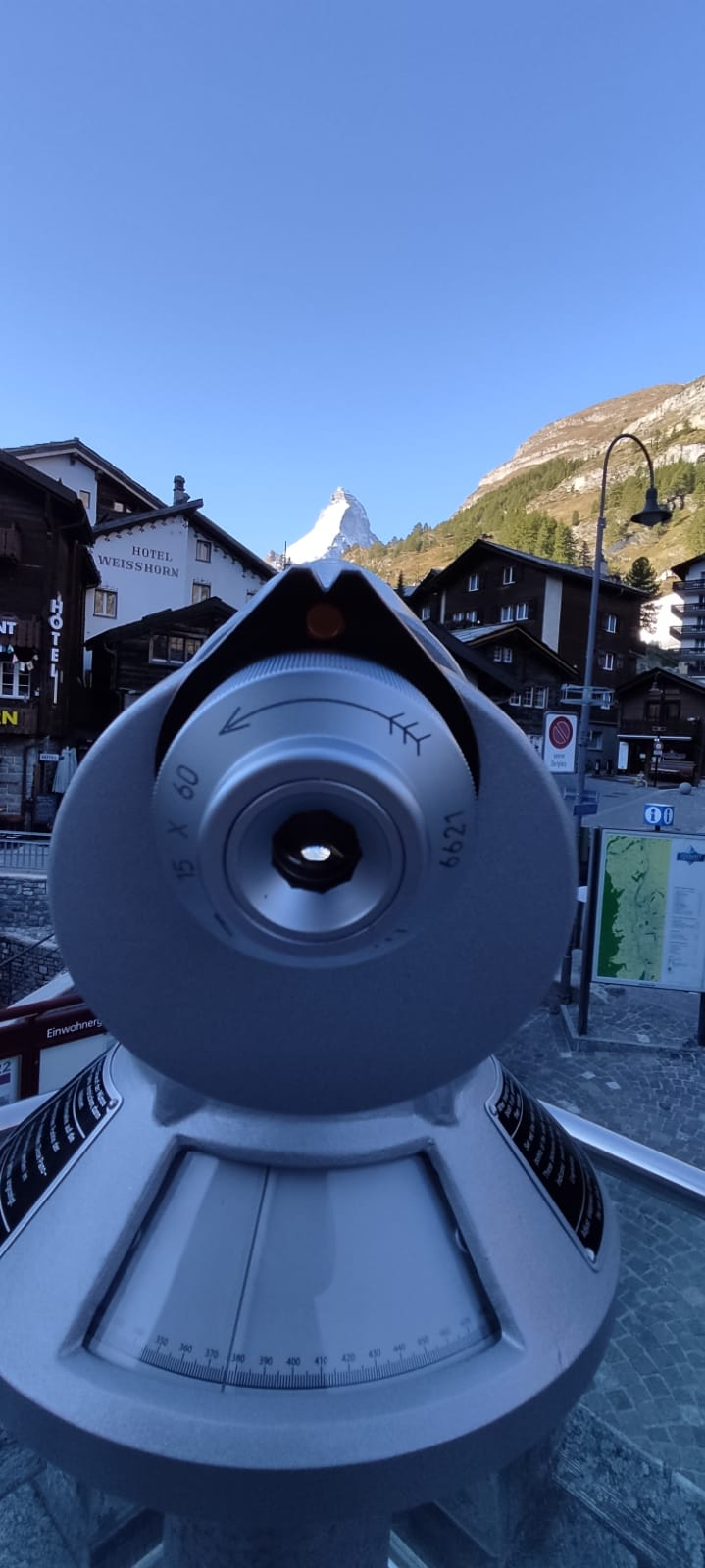
Telescópio instalado com finalidade de observação turística na Suiça.

O funcionamento do aparelho pode ser explicado ao se analisar o comportamento da luz ao passar por essas lentes. A primeira lente que a luz encontra é a Objetiva, que ao receber os raios luminosos forma uma imagem real e invertida em um de seus focos. A segunda lente é a ocular que utiliza como seu objeto a imagem da lente objetiva. A ocular tem como finalidade aumentar a imagem formada pela primeira lente, de maneira que o observador possa visualizá-lá. A imagem formada pela lente ocular é vista pelo operador do telescópio será do tipo virtual e invertida.
As lentes usadas nos primeiros telescópios utilizavam lentes que causavam nas imagens formadas uma dispersão das cores. Esse fenômeno é chamado de aberração cromática. Em 1759, John Dollond, físico nascido na Inglaterra, solucionou essa imperfeição com a invenção da lente objetiva acromática. Ela é formada por duas lentes, uma bi-convexa e outra plano-côncava. A aberração cromática é corrigida, uma vez que o efeito provocado por uma das lentes é corrigido pela outra.
Outra técnica utilizada para a construção dos refratores com menos aberrações cromáticas, era a utilização de lentes objetivas com a distância focal maior. Isso possibilita que as cores que compõem o branco encontrem o eixo óptico em um ponto mais próximo, entretanto reduzia a qualidade da imagem e aumentava o tamanho do telescópio. Um exemplo desse tipo de instrumento foi o telescópio utilizado por Johann Hevelius que apresentava uma objetiva pequena e com uma distância focal próxima de 20 metros.

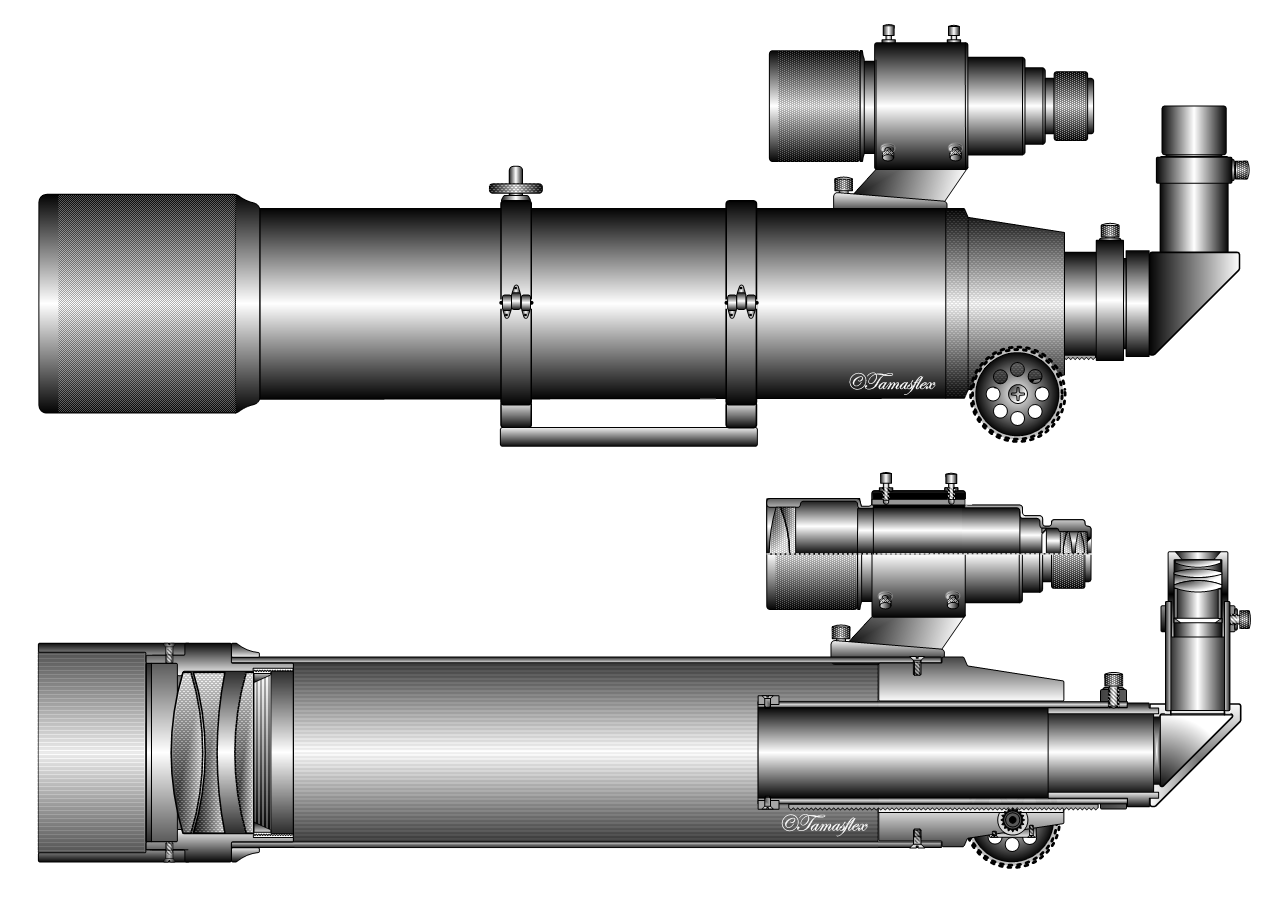
Telescópio apocromático

No momento atual, existem lentes objetivas muito mais sofisticadas, por exemplo: as apocromáticas e semi-apocromáticas. Essas são constituídas por, pelo menos, três lentes conjugadas, o que aperfeiçoa ainda mais o funcionamento do aparelho. A mais empregada em binóculos e telescópios é a lente objetiva acromática do tipo Clairaut.

## Telescópio de Galileu
O cientista italiano Galileu Galilei aperfeiçoou em 1610 a luneta para utilizar em seus estudos sobres os astros. Ele utilizou uma lente objetiva cromática (plano-convexa) e uma lente ocular divergente (plano-côncava) comum, que juntas formavam uma imagem não invertida.
A lente objetiva ficava a frente da ocular e era responsável por convergir os raios de luz paralelos ao eixo ótico para um ponto focal e os não paralelos para um plano focal. Ao passarem pela lente ocular os raios focalizados se tornavam paralelos novamente e os raios que não eram paralelos antes da de passarem pela lente convexa, continuam uma trajetória diagonal, porém com um ângulo em relação a o plano ótico maior do que o anterior, o que proporciona a ampliação da imagem.
Por ser um objeto pequeno e possuir uma lente de curta distância focal, o telescópio galileano não possuía muita nitidez por sofrer pela ação da aberração cromática. Porém, mesmo com imagens de pouca qualidade, Galileu Galilei fez várias descobertas utilizando esse telescópio:
- Observou crateras e montanhas na Lua;
- As manchas solares;
- Os quatro principais satélites de Júpiter;
- As fases de Vênus;
- A constituição estelar da Via Láctea.

## Características

### Ampliação angular
A ampliação angular de um telescópio ({\displaystyle m_{\theta }}) é a razão entre o ângulo formado pela imagem produzida pelo telescópio e o ângulo dos raios luminosos provenientes do objeto distante em relação à visão do observador. Se levarmos em conta somente os raios limítrofes ao eixo central podemos dizer que: 
{\displaystyle m_{\theta }=-{\frac {f_{ob}}{f_{oc}}}\,}
Nesta expressão {\displaystyle f_{ob}} é a distância focal da lente objetiva e {\displaystyle f_{oc}} é a distância focal da lente ocular.

### Vantagens[6][7]
- Estabilidade da imagem: geralmente a imagem telescópio refrator é mais estável, visto que o seu tubo é fechado, não possuindo diferença de ar dentro do tubo.
- Estabilidade na distância focal: por estar em um tubo fechado, não existe muitas mudanças da qualidade da imagem no decorrer da observação e, por isso, a distância focal tende a ficar fixa. Isso é um fator interessante para medidas micrométricas e fotográficas durante a noite inteira.
- Redução dos efeitos de deformação: a flexão e expansão da objetiva é menor do que nos espelhos, devido às diferenças de temperaturas durante a noite. Sendo assim, a qualidade da imagem tende a ser melhor. 
- Manutenção mínima: as objetivas são permanentes, desde que bem usadas. Num pequeno telescópio refrator, 60mm ou 80mm, a objetiva tende a ficar intacta e imóvel durante anos.

### Problemas[8][9]

Telescópio refrator

- Aberração cromática: Um dos problemas do telescópio refrator é a forte aberração cromática que ele possui, ou seja, as cores que formam a luz branca são decompostas pela lente, interceptando o eixo óptico em diversos pontos diferentes. Para diminuir um pouco a aberração cromática os construtores de telescópios começaram a produzir objetivas com distâncias focais extremamente grandes, assim, à medida que aumentamos a distância focal, às cores que compõem a luz branca encontram o eixo óptico em pontos mais próximos. Entretanto, isso é muito caro, e para resolver esse problema, os telescópios refratores atuais contam com um sistema de duas lentes, a primeira, uma biconvexa, de menor densidade e uma plano-côncava, com vidro de maior densidade. Essas lentes são conhecidas como objetivas acromáticas.
- Dimensões inconvenientes: com o objetivo de reduzir o cromatismo desses telescópios, precisa-se de distâncias focais muito grandes, de 15 a 20 vezes o tamanho da abertura óptica. Para uma objetiva de 20 cm, por exemplo, seriam necessários tubos de 3 a 4 metros de comprimento. O instrumento se torna, assim, pesado e caro.
- Dificuldade na construção: os vidros usados nas objetivas desses telescópios devem ter excelente qualidade óptica e poucos ópticos se arriscam a fazê-los. Desse modo, refratores acima de 15 cm se tornam muito caros.
- Alto custo: normalmente as boas objetivas de telescópios refratores são de 4 a 10 vezes mais caras que o equivalente espelho refletor.
- Lentes: há uma enorme dificuldade em fazer uma lente de vidro sem imperfeições dentro dela e com uma curvatura perfeita em ambos de seus lados.